# 因河畔辛巴赫
因河畔辛巴赫（德語：Simbach am Inn，官方拼写为，發音：[ˈzɪmbax ʔam ˈʔɪn] ⓘ）是德国巴伐利亚州下巴伐利亚行政区罗特河谷-因县的城市，位于德奥边境，与奥地利因河畔布劳瑙隔因河相望，面积47.33平方千米，2023年12月31日人口为10,521人。